# 艾博特氏紫椋鸟
艾博特氏紫椋鸟（Cinnyricinclus femoralis）是椋鸟科的一种鸟，在坦桑尼亚和肯尼亚发现。艾博特氏紫椋鸟在亚热带或热带的雨林中生活，由于栖息地面积不断减小，存活面临威胁。